# Таракановский форт

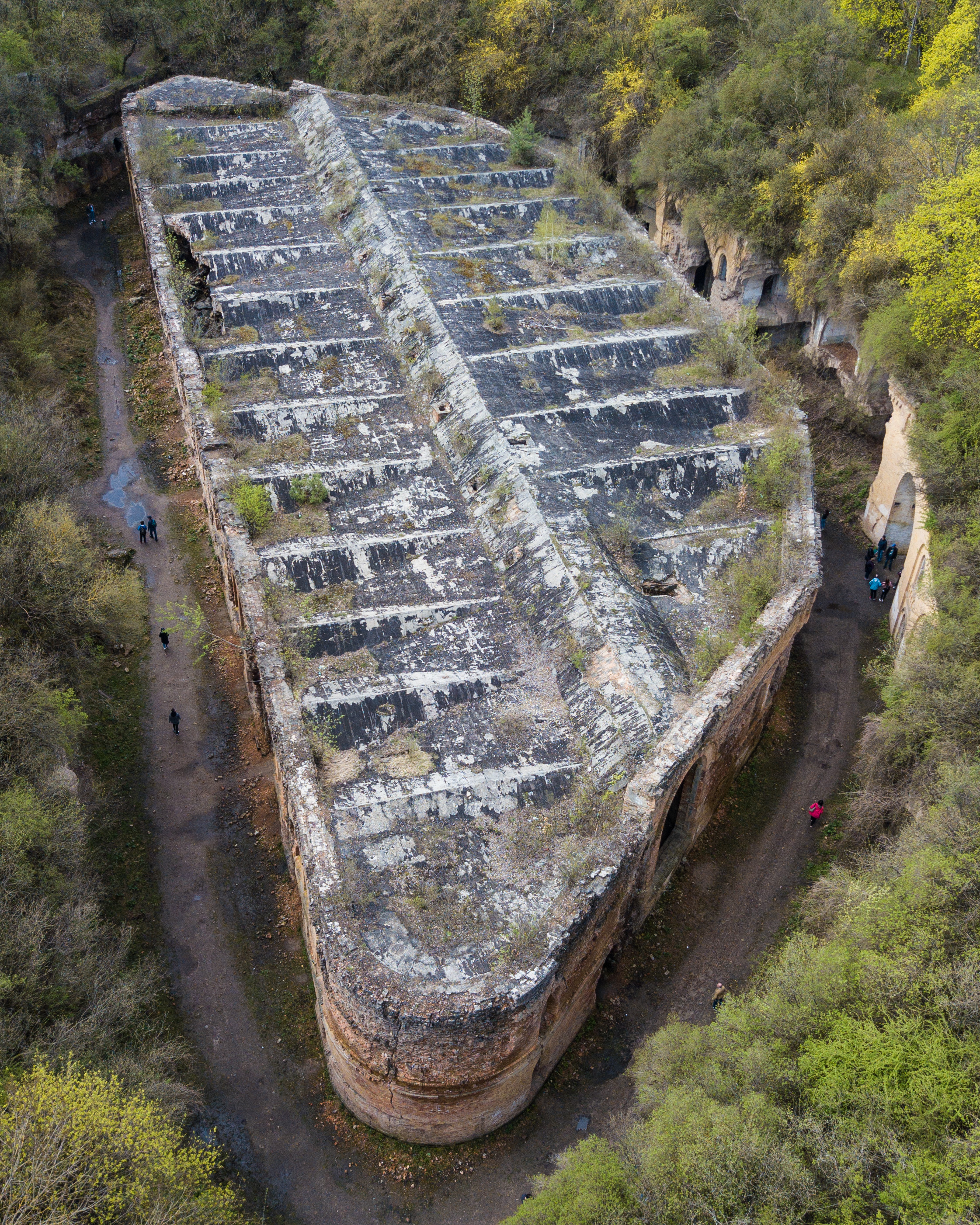
Вид сверху

Тарака́новский фо́рт (Форт-застава Дубно, Дубенский форт, Новая Дубенская крепость) — архитектурный памятник XIX века, расположенный неподалёку от села Тараканов Дубенского района Ровенской области, в живописной местности над рекой Иквой. Недалеко проходит автомобильная трасса Львов — Киев.

## История
После третьего раздела Польши в конце XVIII века по линии Збараж — Броды — Берестечко — Сокаль прошла граница между Российской и Австрийской империями. Для обороны своих западных рубежей российское правительство принимает решение о строительстве системы оборонительных укреплений. Под городком Дубно для защиты железнодорожной линии Львов — Киев строится Дубенский форт, который стал более известен в наше время под названием ─ Таракановский форт.
Работы по наращиванию холма для Новой Дубенской крепости начались ещё в 60-х годах XIX века. Главным идеологом строительства ряда укрепленных районов стал герой обороны Севастополя, военный инженер-фортификатор генерал-адъютант Эдуард Тотлебен. В 1873 году на возведение форта выделили 66 миллионов рублей. В 70-80-х годах XIX века форт достаточно интенсивно строили. Кроме камня и кирпича, использовали в строительстве новейший в то время материал — бетон. Наконец, в 1890 году форт осмотрели члены царской семьи, что свидетельствовало о готовности объекта.
В 1912 году в составе военно-инженерной инспекции войск юго-западного военного округа форт посетил военный инженер Д. М. Карбышев.
Первые испытания для форта приходятся на годы Первой мировой войны. В начале войны в 1915 году части юго-западного российского фронта отошли из форта без боя. Разрушение объектов укрепления началось летом 1916 года, когда во время Брусиловского прорыва русские части выбили из этих укреплений части 4-й австрийской армии. В этих боях погибло 200 австрийских солдат, которые похоронены возле форта.
В 1920 году войска Семёна Буденного не смогли сходу выбить поляков из форта.
Во время Второй мировой войны бои за форт не велись.
В 1965 году Министерство торговли УССР сделало попытку оборудовать на базе форта склад консервированной продукции. Были проведены работы по расчистке казематов, изготовлены стеллажи, двери, проведено освещение, но чрезмерная влажность и испарения не дали возможности хранить продукты. Штаб Прикарпатского военного округа также сделал попытку оборудовать склад автотракторных запчастей. Были проведены трудоемкие подготовительные работы, но от идеи отказались по той же причине.

## Строение
Форт имеет форму ромба со сторонами до 240 метров. Снаружи он окружен глубоким рвом с земляными валами, укрепленными мощными стенами. В центральной части форта была возведена двухэтажная казарма, к которой ведут четыре подземных хода, проложенные под вторым земляным валом. Там располагались жилые, складские и хозяйственные помещения для артиллерийской роты и штаб коменданта форта. Периметр форта составлен из 105 так называемых безопасных казематов, чтобы к ним попасть, нужно было преодолеть двойную линию оборонительных рубежей.
Форт имел многочисленный гарнизон (в казематах форта могло размещаться 800 человек) и был хорошо вооружен (оснащенный дальнобойными пушками крупного калибра.

## Галерея

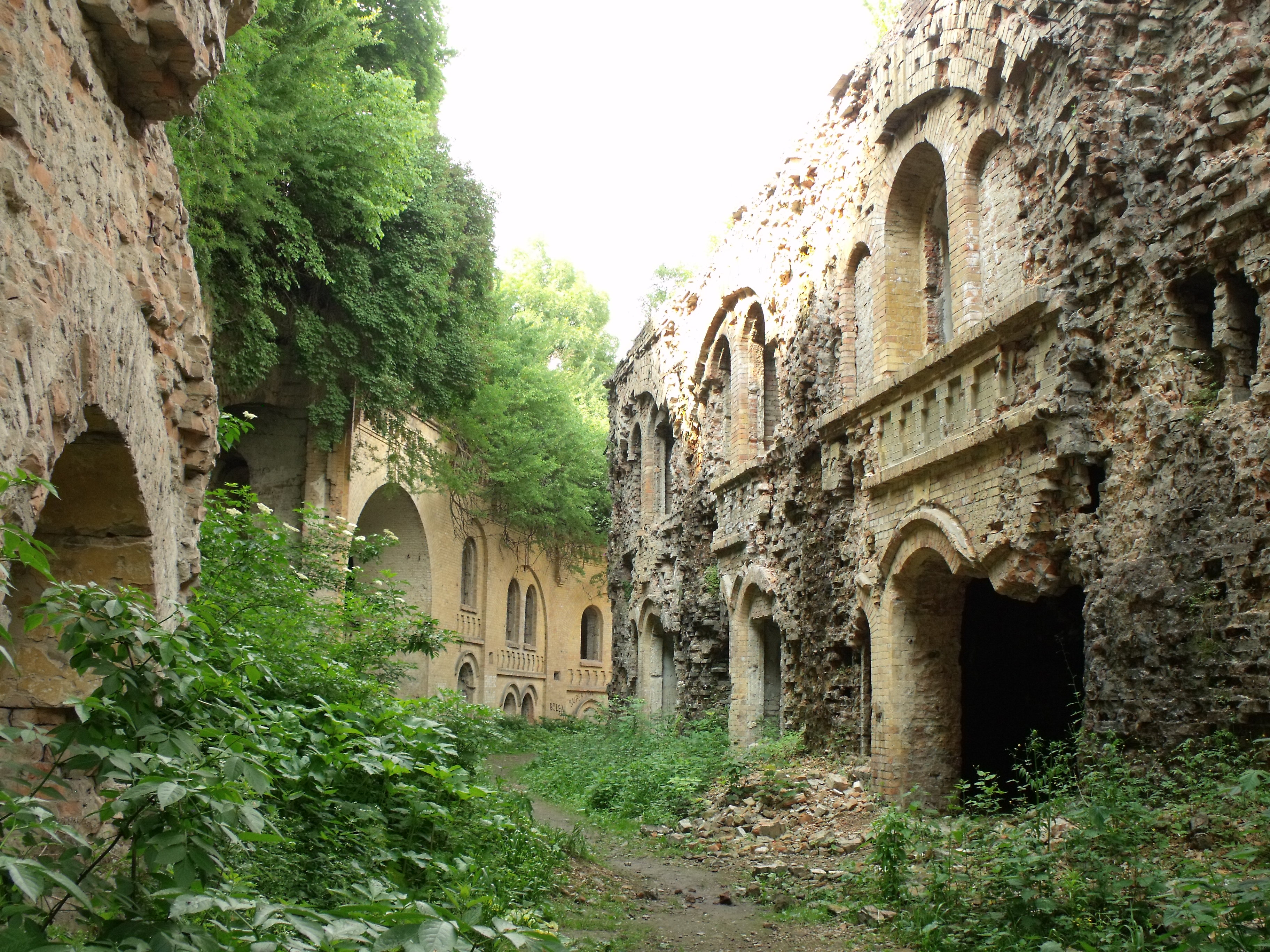
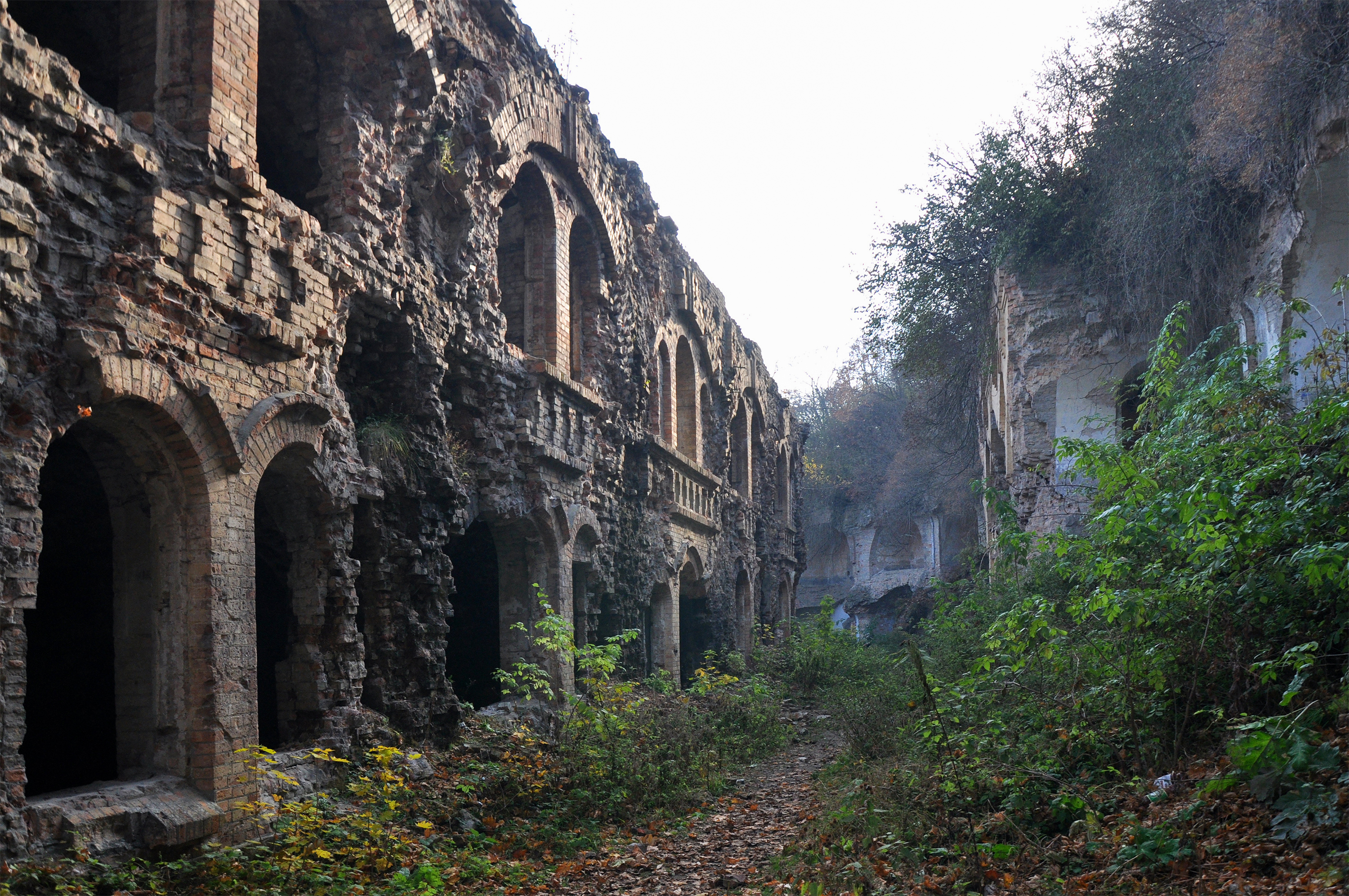
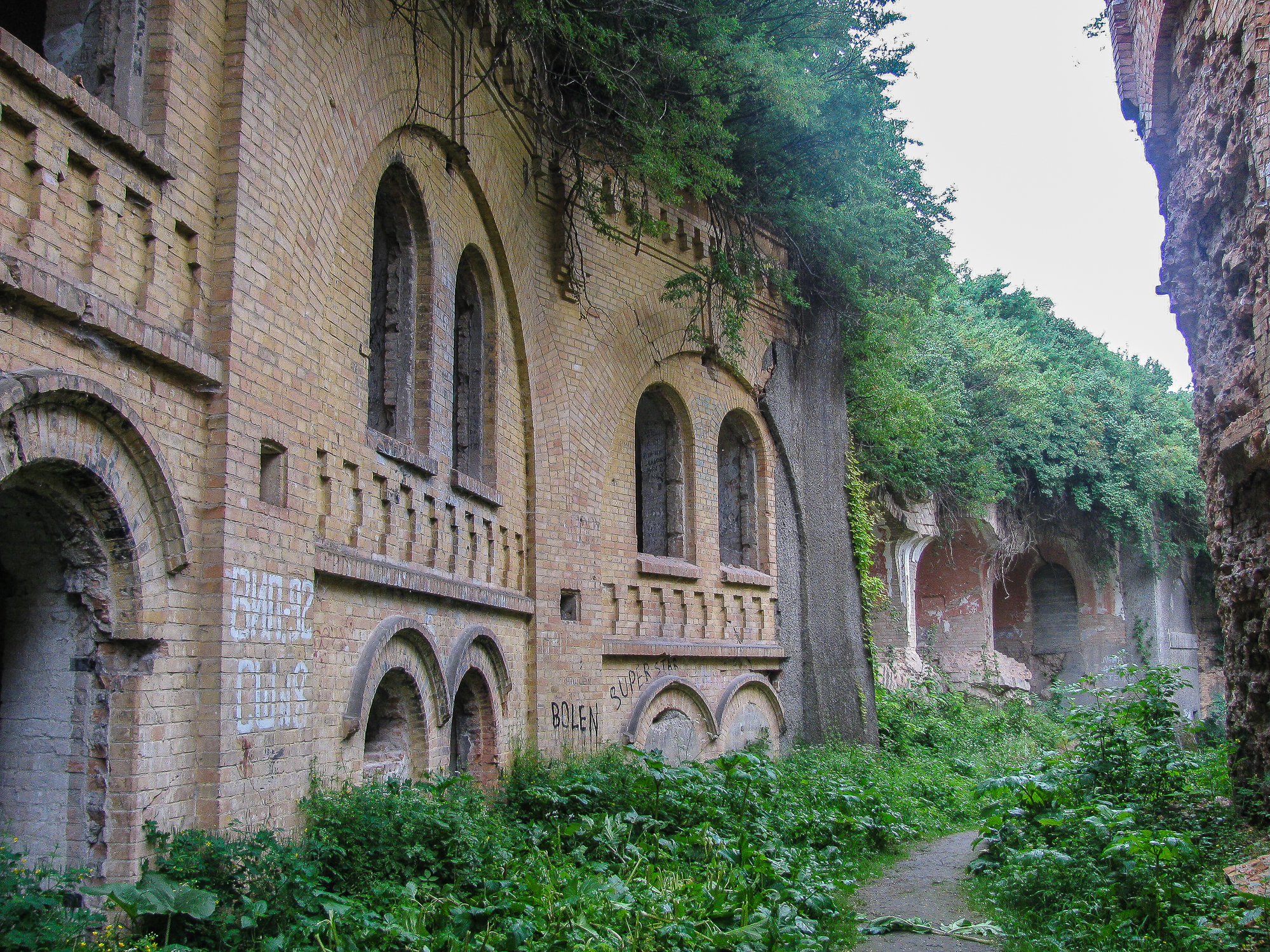
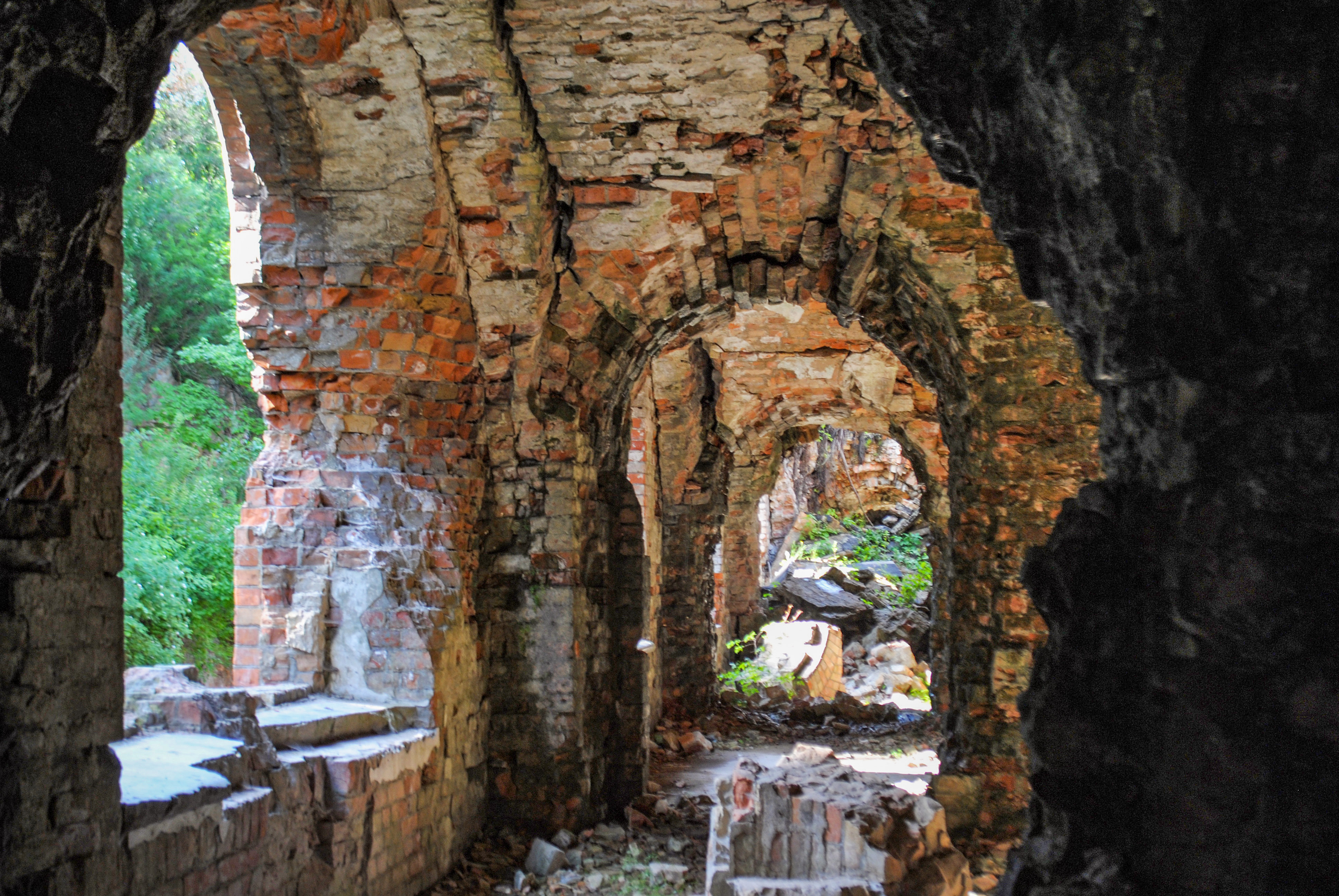
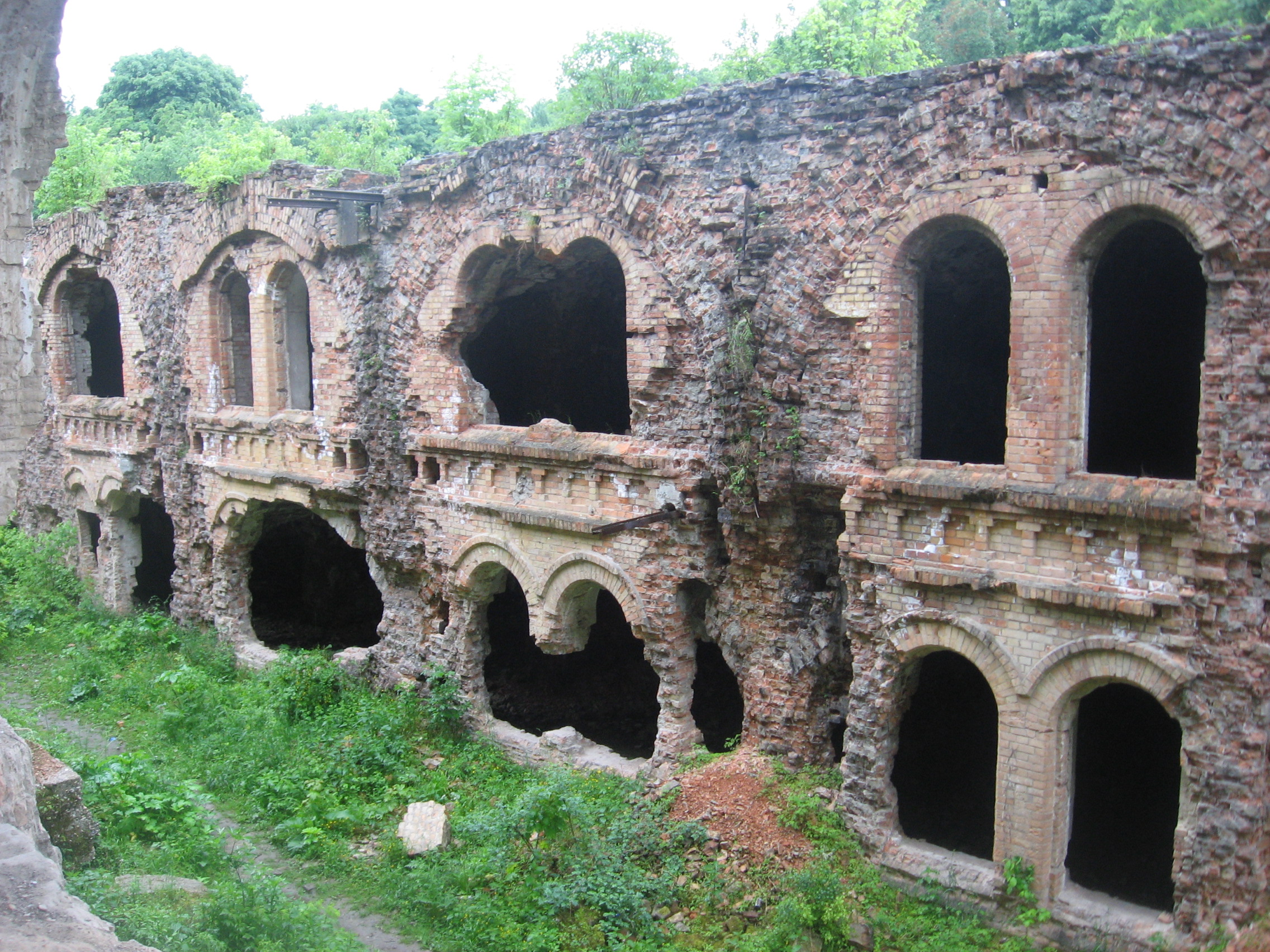